# 南庄 (臺中市)
南庄，是臺灣臺中市大安區的一個傳統地域名稱，位於該區西南部。相較於今日行政區，其範圍大致包括南不含南部中段凸出部分、東安里西北部邊界地帶北段。

## 歷史
台灣清治末期，南庄地區為一街庄，稱為「南庄」，隸屬於苗栗三堡。該庄西北臨台灣海峽，東北及東與中為鄰，東南邊為東勢尾庄，西南邊為南埔庄。
1901年（日明治三十四年）11月，全台廢縣廳改設二十廳，該庄隸屬於苗栗廳。1903年（明治三十六年）6月，該庄編入「十八庄區」，仍隸屬於苗栗廳。1909年（明治四十二年）10月，全台二十廳合併為十二廳，苗栗廳廢止，十八庄區改隸屬於臺中廳。1920年（大正九年），全台地方制度大改正，該庄改制為「南庄」大字，隸屬於臺中州大甲郡大安庄。
戰後大安庄改制為大安鄉，隸屬於臺中縣，大字亦改制為村。1950年10月，中、彰、投分治，大安鄉隸屬不變。2010年12月，隨著臺中縣、市合併為直轄臺中市，大安鄉改制為大安區，村亦改制為里。

## 聚落
本地區發展較早的聚落為南庄，在日治期初期的官方地圖上已有記載。此外，本地區尚有田寮莊聚落。

## 交通
省道台61線又稱「西部濱海快速公路」，是新北市八里至臺南市安南的快速公路，大致以東北—西南走向轉北北東—南南西走向經過南庄地區中部偏東南，由此可快速前往台灣西部海岸各地。
區道中17線（南安路）是松子腳至南埔的道路，大致以東西向轉東北—西南走向經過本地區中部偏東南。由該道路向東可前往中庄、三塊厝與福興交界地帶、牛埔、溪洲、松子腳並止於市道132號路口，向西南可前往南埔並止於大甲溪北岸的南埔堤防道路路口。